# Edouard Mathos
Edouard Mathos (ur. 28 czerwca 1948 w Bossangoa, zm. 28 kwietnia 2017) – środkowoafrykański duchowny katolicki, biskup pomocniczy Bossangoa 1987–1991 i Bangi 1991–2004, a także biskup diecezjalny Bambari 2004–2017.

## Życiorys
Święcenia kapłańskie otrzymał 19 czerwca 1977.
28 sierpnia 1987 papież Jan Paweł II mianował go biskupem pomocniczym Bossangoa ze stolicą tytularną Giufi. 10 stycznia 1988 z rąk kardynała Jozefa Tomko przyjął sakrę biskupią. 26 stycznia 1991 mianowany biskupem pomocniczym Bangi, a 6 listopada 2014 biskupem diecezjalnym Bambari. Funkcję sprawował do swojej śmierci.
Zmarł 28 kwietnia 2017.